# Scinax jolyi
Scinax jolyi és una espècie de granota de la família dels hílids. S'ha trobat a la part nord-oriental de la Guiana Francesa i es creu que podria estar distribuïda més àmpliament; viu en altituds molt baixes. Habita en pantans de boscos plujosos en terres baixes, en zones sense pertorbació humana. Presumiblement es reprodueix a l'aigua. No és una espècie comuna, tot i que es pot trobar amb certa facilitat després de fortes pluges.